# Richard J. Youle
Richard James Youle (* 20. September 1952 in Concord, Kalifornien) ist ein US-amerikanischer Neurobiologe und Molekularbiologe. Er ist Leiter der Sektion Biochemie im National Institute of Neurological Disorders and Stroke (NINDS) der National Institutes of Health (NIH) in Bethesda, Maryland.
Youle studierte am Albion College mit dem Bachelor-Abschluss 1974 und wurde 1977 an der University of Southern California in Biologie promoviert. Damals arbeitete er über das Gift Ricin. 1978 bis 1980 war er Mitglied im National Institute of Mental Health (NIMH) der National Institutes of Health, von 1981 bis 1984 als Seniormitglied im Labor für Neurochemie. Er forschte anfangs über toxische, zellspezifische Proteine. Ab 1984 war er dort Senior Investigator, ab 1985 in der Abteilung chirurgische Neurologie (Surgical Neurology) als Principal Investigator. Dort war er an klinischen Tests für neue Behandlungsstrategien von Gehirntumoren beteiligt sowie von neuartigen Methoden der Knochenmarktransplantation. Er leitet die Sektion chirurgische Neurologie und Biochemie am NINDS.
Youle untersuchte in seinem Labor am NINDS danach molekulare Mechanismen des programmierten Zelltods und der Rolle von dessen Regulation im Zusammenspiel von Bcl-2 und Mitochondrien. Youle fand, dass ein wichtiger Schritt bei der Einleitung des Zelltods die Wanderung von Bcl-xL und Bax, zwei Mitgliedern der Bcl-2 Proteinfamilie, aus dem Cytosol in die Mitochondrien ist. Seine Gruppe fand aber auch, dass die Mitglieder der Bcl-2 Familie eine Rolle in der Regulierung der Morphogenese von Mitochondrien, die durch schnelle Teilung und Fusion dynamische Netzwerke in Zellen bilden, in gesunden Zellen spielen. Er untersuchte auch weitere Proteine, die bei der Qualitätskontrolle dieser Mitochondrien-Dynamik eine Rolle spielen und fand, dass Mutationen der Gene für zwei große GTPasen bei der Entstehung neurodegenerativer Erkrankungen eine Rolle spielen. 2010 fand er mit Kollegen, dass die PINK1 und Parkin, die bei der Parkinson-Krankheit mutiert sind, Teil eines Kontrollmechanismus zur Detektion beschädigter Mitochondrien sind, der zu deren Vernichtung führt. Außerdem untersuchte er molekulare Mechanismen von Autophagie und Mitophagie.
1997 und 2011 erhielt er den NIH Director’s Award.
Für 2021 erhielt er den Breakthrough Prize in Life Sciences für die Aufklärung eines Qualitätskontrollweges, der beschädigte Mitochondrien beseitigt und dadurch vor der Parkinson-Krankheit schützt (Laudatio). Ebenfalls 2021 wurde Youle in die American Academy of Arts and Sciences gewählt.
Er veröffentlichte über 200 wissenschaftliche Arbeiten und hält 26 Patente.
Im Rahmen einer Entlassungswelle erhielt auch Youle Anfang April 2025 seine Kündigung durch Gesundheitsminister Kennedy. Einen Tag später teilte man ihm mit, dass es sich um einen Programmierfehler handele, der behoben würde.

## Schriften (Auswahl)
- mit K. G. Wolter u. a.: Movement of Bax from the cytosol to mitochondria during apoptosis, Journal of Cell Biology, Band 139, 1997, S. 1281–1292
- mit Y. T. Hsu, K. G. Wolter: Cytosol-to-membrane redistribution of Bax and Bcl-XL during apoptosis, Proc. Nat. Acad. USA, Band 94, 1997, S. 3668–3672
- mit M. Suzuki, N. Tjandra: Structure of Bax: coregulation of dimer formation and intracellular localization, Cell, Band 103, 2000, S. 645–654
- mit S. Frank u. a.: The role of dynamin-related protein 1, a mediator of mitochondrial fission, in apoptosis, Developmental Cell, Band 1, 2001, S. 515–525
- mit D. F. Suen, K. L. Norris: Mitochondrial dynamics and apoptosis, Genes & Development, Band 22, 2008, S. 1577–1590
- mit A. Strasser: The BCL-2 protein family: opposing activities that mediate cell death, Nature Reviews Molecular Cell Biology, Band 9, 2008, S. 47–59
- mit D. Narendra u. a.: Parkin is recruited selectively to impaired mitochondria and promotes their autophagy, Journal of Cell Biology, Band 183, 2008, S. 795–803
- mit C. Wang: The role of mitochondria in apoptosis, Annual Review of Genetics, Band 43, 2009, S. 95–118
- mit D. P. Narendra: Mechanisms of mitophagy, Nature Reviews Molecular Cell Biology, Band 12, Nr. 1, 2011, S. 9–14
- mit D. P. Narendra u. a.: PINK1 is selectively stabilized on impaired mitochondria to activate Parkin, PLoS Biol., Band 8, 2010, e1000298
- mit J. C. Martinou: Mitochondria in apoptosis: Bcl-2 family members and mitochondrial dynamics, Developmental Cell, Band 21, 2011, S. 92–101
- mit A. M. Van Der Bliek: Mitochondrial fission, fusion, and stress, Science, Band 337, 2012, S. 1062–1065
- mit S. A. Hasson u. a.: High-content genome-wide RNAi screens identify regulators of parkin upstream of mitophagy, Nature, Band 504, 2013, S. 291–295.
- mit L. A. Kane u. a.: PINK1 phosphorylates ubiquitin to activate Parkin E3 ubiquitin ligase activity, J. Cell Biol., Band 205, 2014, S. 143–153.
- mit M. Lazarou u. a.: The ubiquitin kinase PINK1 recruits autophagy receptors to induce mitophagy, Nature, Band 524, 2015, S. 309–314.
- mit A. M. Pickrell: The roles of PINK1, parkin, and mitochondrial fidelity in Parkinson’s disease, Neuron, Band 85, 2015, S. 457–273
- mit A. M. Pickrell u. a.: Endogenous Parkin Preserves Dopaminergic Substantia Nigral Neurons following Mitochondrial DNA Mutagenic Stress, Neuron, Band 87, 2015, S. 371–381.
- mit J. N. S. Vargas u. a.: Spatiotemporal Control of ULK1 Activation by NDP52 and TBK1 during Selective Autophagy, Mol. Cell., Band 74, 2019, S. 347–362.